# Теляково (Вологодская область)
Теляково — деревня в Бабушкинском районе Вологодской области.
Входит в состав сельского поселения Миньковское (до 2015 года входила в Юркинское сельское поселение), с точки зрения административно-территориального деления — в Юркинский сельсовет.
Расстояние по автодороге до районного центра села имени Бабушкина — 54,5 км, до деревни Юркино — 3,5 км. Ближайшие населённые пункты — Юркино, Петухово, Тевигино.
По переписи 2002 года население — 21 человек (14 мужчин, 7 женщин). Всё население — русские.